# 46P/Віртанена
46P/Віртанена — короткоперіодична комета сімейства Юпітера з поточним орбітальним періодом 5,4 року. Відкрита Карлом Віртаненом в 1948 році. Була запланованою ціллю космічної місії «Розетта», але врешті-решт місія полетіла до комети 67P/Чурюмова–Герасименко. 16 грудня 2018 року комета пройшла на відстані 0.0774 а.о від Землі й досягла видимої величини 4,2m. Діаметр ядра оцінюється в 1,4 км.

## Відкриття
46P/Віртанена була відкрита фотографічним методом 17 січня 1948 року американським астрономом Карлом Віртаненом.  Фотографія була зроблена 15 січня під час дослідження власного руху зір для Лікської обсерваторії. Через обмежену кількість початкових спостережень знадобилося понад рік, щоб визнати цей об’єкт короткоперіодичною кометою.

## Прохождення перигелію
| Перигелійна відстань в різні епохи |                  |
| Епоха                              | Перигелій (а.о.) |
| 1967                               | 1.61             |
| 1974                               | 1.26             |
| 1986                               | 1.08             |
| 2013                               | 1.05             |
| 2035                               | 1.08             |
| 2046                               | 1.22             |
| 2059                               | 1,98             |
| 2095                               | 2.01             |

Проходження перигелію в липні 2013 року не було сприятливим, комета досягнула лише зоряної величини 14,7. У період з 23 січня по 26 вересня 2013 року комета мала елонгацію менше 20 градусів від Сонця.
16 грудня 2018 року комета пройшла на відстані 0,07746 а.о. від Землі, що стало одним з 10 найближчих прольотів комети повз Землю за 70 років. Комета досягла зоряної величини близько 3,9. Комета зазнала шість спалахів, в ході яких вона світлішала від -0,2 до -1,6 зоряної величини.

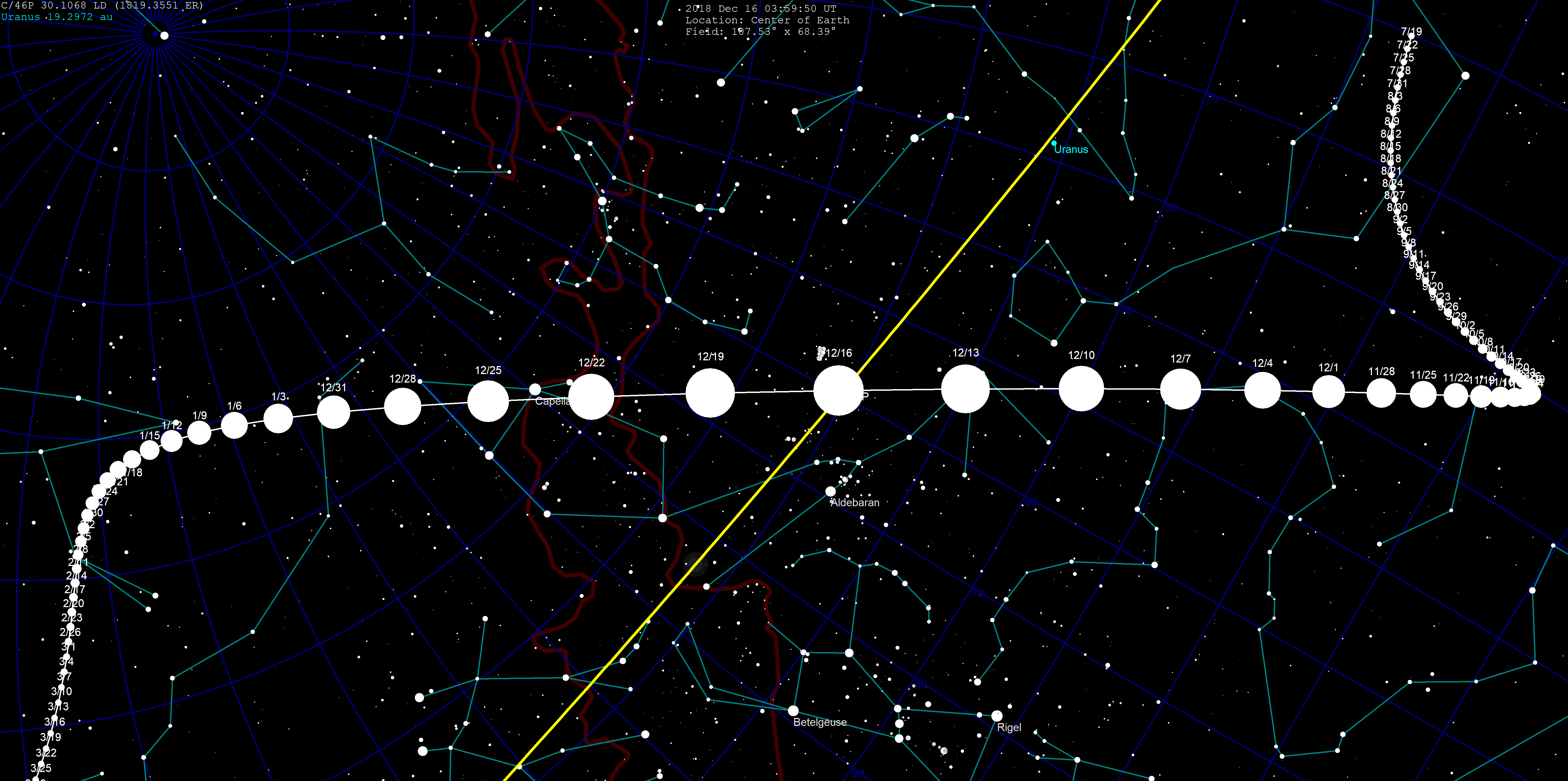
Шлях 46P небом в 2018 році. Розмір показаний обернено пропорційно відстані.

## Дослідження

Радарне зображення 46P/Віртанена, зроблене обсерваторією Аресібо в 2018 році.

У грудні 2019 року що космічний телескоп TESS в деталях зафіксував спалах комети.

## Запропоновані космічні місії
Комета була ціллю запропонованої місії Comet Hopper, яка досягла фінального етапу програми НАСА "Discovery", але врешті-решт у 2012 році програла місії InSight (посадковому апарату на Марс). Якби її вибрали, місія Comet Hopper мала б кілька наукових цілей протягом 7,3 років свого номінального терміну служби. Космічний апарат мав зустрітися з кометою Віртанена на відстані 4,5 а.о. від Сонця, дослідити просторову неоднорідність поверхні комети й викидів газу та пилу з коми, визначити структуру ядра та механізми утворення коми. Після прибуття до комети космічний апарат мав кілька разів приземлявся й перелітати на інші місця поверхні. Космічний апарат мав зафіксувати зміни поверхні комети внаслідок її активності під час наближення до Сонця.
Крім того, 46P/Віртанена була початковою ціллю місії Розетта Європейського космічного агентства, але через затримку запуску місії комета стала недосяжною, і ціллю місії була обрана інша періодична комета, 67P/Чурюмова–Герасименко.

## Пов'язані метеорні дощі
В 2012 році було передбачено, що з 10 по 14 грудня Земля чотири рази перетне потік уламків комети Віртанена, і потік її уламків може створити метеорний дощ з 30 метеорами на годину. Австралійські спостерігачі повідомили, що в ніч на 14 грудня 2012 року було помічено близько десятка метеорів, що виходили з передбачуваного радіанта в сузір’ї Риб.